# Devolana hemicycla
Devolana hemicycla är en insektsart som beskrevs av Delong 1967. Devolana hemicycla ingår i släktet Devolana och familjen dvärgstritar. Inga underarter finns listade i Catalogue of Life.